# Delmark Records
Delmark Records  es la compañía discográfica independiente estadounidense, especializada en grabaciones de jazz y blues, más antigua; es reconocida también como una de las compañías editoras de jazz más importante. Fue fundada por Bob Koester, el cual se aficionó al jazz tras escuchar interpretaciones de artistas como Lionel Hampton, transformándose al poco tiempo dicha afición en una empresa. Koester inició su carrera empresarial vendiendo discos en su colegio para más tarde abrir la tienda de discos 'Blue Note Record Shop' con un socio en San Luis, Misuri. Tras separarse de dicho socio, Koester fundó la compañía Delmar Records en la calle Delmar Street en St. Louis. Realizó grabaciones de 'Windy City Six', un grupo de jazz tradicional, publicando en 1953 el primer disco de la compañía; posteriormente, Koester buscó y grabó intérpretes de blues de las décadas de 1920 y 1930 que estuvieran viviendo en St. Louis. En 1958, trasladó la empresa a la ciudad de Chicago, adquiriendo al año siguiente la tienda 'Seymour's Jazz Mart' en el edificio de la 'Roosevelt University'. Debido a una serie de problemas legales, cambió el nombre de la compañía por 'Delmark'. En 1963 volvió a trasladar la compañía Delmark, y la tienda, a la gran avenida. En 1971 realizó el último traslado de la compañía al número 4243 de la avenida N. Lincoln, manteniendo la tienda en la gran avenida y cambiando el nombre de la misma a 'Jazz Record Mart'. En ese periodo de tiempo, la mujer de Koester, Susan, trabajaba en la compañía siendo el único empleado de la misma Bruce Iglauer, el que años más tarde fundaría la compañía discográfica Alligator Records.
Koester es ampliamente reconocido como el mejor documentalista de blues en los Estados Unidos. Su sello discográfico publica continuamente grabaciones de artistas del estilo Chicago blues y de jazz moderno, desde Roscoe Mitchell y Junior Wells en la década de 1960 hasta  Ron Dewar y los Memphis Nighthawks en la década de 1970, incluyendo artistas actuales como Jeff Parker y Josh Abrams.